# Brjagowec
Brjagowec (bułg. Бряговец) – wieś w Bułgarii, w obwodzie Kyrdżali, w gminie Krumowgrad. W 2023 roku liczyła 154 mieszkańców.